# SpVgg Renningen
Die Sportvereinigung Renningen ist ein Mehrspartensportverein aus Renningen mit
verschiedenen Abteilungen. Im Einzelnen bietet der Verein an: Fit & Gesund, Freizeitsport, Fußball, Handball, Leichtathletik, Tischtennis, Turnen, Schach und Volleyball.

## Fußball

### Geschichte der Abteilung Fußball
Der Turnverein 1899 wurde 1899 gegründet. Der Fußballclub „Viktoria“ wurde im Juni 1912 im Gasthaus „Zum Lamm“ ins Leben gerufen. In den ersten Jahren war der FC Viktoria keinem Verband angeschlossen. Während des Ersten Weltkriegs wurde durch Einberufungen zum Heeresdienst der Spielbetrieb bereits wieder unterbrochen. Nach Kriegsende im Jahre 1919 fanden sich die Zurückkehrenden und die noch anwesenden Spieler wieder zusammen, um ihr Fußballspiel unter dem Namen Fußballverein Viktoria wieder von neuem zu betreiben. Im selben Jahr erkannten die Verantwortlichen des Fußballvereins Viktoria und des Turnvereins 1899, dass ein Zusammenschluss der beiden Vereine sinnvoll wäre, weil sich eine größere Anzahl der Mitglieder in beiden Vereinen sportlich und aktiv betätigten. So wurde am 29. November 1919 eine Versammlung beider Vereine in das Gasthaus zum Löwen einberufen, und hier wurde der Zusammenschluss der beiden Vereine von den anwesenden Mitgliedern beschlossen. Nach der Fusion trug der Verein den Namen Sportvereinigung Renningen. Der erste große Erfolg der Renninger Fußballer datiert aus dem Jahr 1947. Die damalige Meistermannschaft um Gustav „Mond“ Widmayer stieg in die Landesliga Württemberg, die damals zweithöchste Spielklasse auf. Neben der SpVgg 07 Ludwigsburg ist die SVR damit die einzige Mannschaft aus dem Bezirk Enz/Murr die je in einer Liga gespielt hat die zweitklassig war. Die SVR hielt sich allerdings nur eine Saison in dieser Liga. Nach dem Abstieg aus der Landesliga konnte die Mannschaft im Jahre 1951 den Aufstieg in die zweite Amateurliga buchen. Bei den Bezirkspokalspielen 1952 ging die SVR als Pokalsieger hervor.
Größere Aufmerksamkeit erlangten die Fußballer der SpVgg Renningen zudem mit dem Aufstieg in die 2. Amateurliga Württemberg im Jahr 1964. Nachdem die Mannschaft zunächst vor allem auf Plätzen im Mittelfeld der Tabelle abschloss, etablierten sich die Renninger Anfang der 1970er Jahre unter den ersten Plätzen. 1974 gelang die Meisterschaft und der damit verbundene Aufstieg in die 1. Amateurliga mit acht Punkten Vorsprung vor dem Zweitplatzierten Union Böckingen. Die 70er-Jahre und die damit verbundenen Ligaduelle mit den württembergischen Spitzenklubs Ulm, Aalen oder Ludwigsburg gelten noch heute als das Goldene Jahrzehnt des Renninger Fußballs. In dieser Zeit war die SVR einer der besten Amateurklubs in Württemberg. Die damaligen Renninger Teams um Trainer wie Hans Eberle und Ohligschläger und Spieler wie Kocijan und Leili haben noch heute einen Namen in Fußball-Württemberg.
1978 konnte sich die SpVgg Renningen nicht für die neu eingeführte Amateuroberliga Baden-Württemberg qualifizierten, und wurde der nur noch viertklassigen Verbandsliga Württemberg zugeordnet. Nach dem Abstieg aus der Verbandsliga Württemberg im Jahr 1984 gehörte der Verein von 1987 bis 1996 und in den Jahren 1998/99 und 2000/01 nochmals der höchsten württembergischen Spielklasse an. Alle drei Meisterschaften in der württembergischen Landesliga (1987, 1998, 2000) wurden unter dem Trainer Wolfgang Krenn errungen. In den Jahren 1989 und 1997 erreichte man das Halbfinale im WFV-Pokal, unterlag aber dem FC Wangen (1989) und dem damals von Ralf Rangnick trainierten SSV Ulm (1997), 2007 stand man zudem noch im Finale des Bezirkspokals, unterlag aber dem GSV Pleidelsheim.
Nach dem Abstieg aus der höchsten württembergischen Spielklasse im Jahr 2001 verpasste der Verein, anders als in den Jahren zuvor, die Rückkehr in die Verbandsliga. Im Gegenteil, im Jahre 2003 stieg man auch aus der Landesliga ab. Einer der Gründe für diesen Niedergang wird im finanziellen Niedergang des langjährigen Hauptsponsors RINOL gesehen. In den Jahren 2007–2012 spielte man dann immer um den Aufstieg in die Landesliga mit, verpasste den Sprung zurück aber mal mehr, mal weniger knapp. In den Jahren 2009 und 2010 belegte die SVR jeweils den 2. Platz, in den Relegationsspielen um den Aufstieg in die Landesliga scheiterte man aber 2009 an den Spfr. Bühlerzell und 2010 am TSV Hessental. 2011 vergab man am letzten Spieltag mit einer Heimniederlage gegen die bereits als Absteiger feststehende SpVgg 07 Ludwigsburg II die dritte Teilnahme in Folge an der Relegation. Im Sommer 2012 feierte die Abteilung Fußball ihr 100-jähriges Bestehen und man beendete die vierte Saison in Folge in den Top 3 der Bezirksliga.
Nach 2012 wurde es in Renningen jedoch immer schwieriger Bezirksliga-Fußball auf die Beine zu stellen und man konnte nicht mehr mit den Spitzenteams und den Zahlungskräftigen Teams mithalten. Trotzdem war man nach der Vorrunde der Saison 12/13 sensationell Tabellenerster der Bezirksliga, am Ende reichte es nach durchwachsener Rückrunde immer noch zu Rang 9, doch der Abschwung war nun nicht mehr aufzuhalten. In der Saison 13/14 gelang nur dank famoser Rückrunde noch der Klassenerhalt, 2014/15 war es dann aber soweit. Nach vielen internen Querelen und dem Verschleiß dreier Trainer und eines Abteilungsleiters war der Abstieg nicht mehr aufzuhalten. Nach insgesamt 12 Spielzeiten in der Bezirksliga folgte im Juni 2015 der Abstieg in die Kreisliga A. In Möglingen verlor die SVR das Relegationsspiel gegen den TSV 1899 Benningen mit 0:5 und startete so in der Saison 2015/16 in der Kreisliga A. Zum Ende der Saison 2015/16 musste man jedoch einen weiteren Abstieg verkraften. Nach einer insgesamt schwachen Saison 15/16 stieg man am Ende als 15. der Kreisliga A2 ab. Die Saison 2016/17 und 17/18 spielte man in der Kreisliga B, die unterste Klasse im Bezirk Enz/Murr, ehe man im Sommer 2018 wieder in die A-Klasse zurückkehrte, aus der man im Sommer 2024 in die Bezirksliga aufstieg.

### Platzierungen seit 1990/91
- 1990/91 – Verbandsliga Württemberg (4. Platz)
- 1991/92 – Verbandsliga Württemberg (5. Platz)
- 1992/93 – Verbandsliga Württemberg (12. Platz)
- 1993/94 – Verbandsliga Württemberg (7. Platz)
- 1994/95 – Verbandsliga Württemberg (8. Platz)
- 1995/96 – Verbandsliga Württemberg (14. Platz)
- 1996/97 – Landesliga Staffel 1 (6. Platz)
- 1997/98 – Landesliga Staffel 1 (1. Platz)
- 1998/99 – Verbandsliga Württemberg (14. Platz)
- 1999/00 – Landesliga Staffel 1 (1. Platz)
- 2000/01 – Verbandsliga Württemberg (14. Platz)
- 2001/02 – Landesliga Staffel 1 (10. Platz)
- 2002/03 – Landesliga Staffel 1 (15. Platz)
- 2003/04 – Bezirksliga Enz/Murr (10. Platz)
- 2004/05 – Bezirksliga Enz/Murr (7. Platz)
- 2005/06 – Bezirksliga Enz/Murr (4. Platz)
- 2006/07 – Bezirksliga Enz/Murr (12. Platz)
- 2007/08 – Bezirksliga Enz/Murr (4. Platz)
- 2008/09 – Bezirksliga Enz/Murr (2. Platz)
- 2009/10 – Bezirksliga Enz/Murr (2. Platz)
- 2010/11 – Bezirksliga Enz/Murr (3. Platz)
- 2011/12 – Bezirksliga Enz/Murr (3. Platz)
- 2012/13 – Bezirksliga Enz/Murr (9. Platz)
- 2013/14 – Bezirksliga Enz/Murr (10. Platz)[5]
- 2014/15 – Bezirksliga Enz/Murr (14. Platz)
- 2015/16 – Kreisliga A2 Enz/Murr  (14. Platz)
- 2016/17 – Kreisliga B4 Enz/Murr  (2. Platz)
- 2017/18 – Kreisliga B4 Enz/Murr  (1. Platz)
- 2018/19 – Kreisliga A2 Enz/Murr  (4. Platz)
- 2019/20 – Kreisliga A2 Enz/Murr  (7. Platz)
- 2020/21 – Kreisliga A2 Enz/Murr  (Saisonabbruch)
- 2021/22 – Kreisliga A2 Enz/Murr  (10. Platz)
- 2022/23 – Kreisliga A2 Enz/Murr  (10. Platz)
- 2023/24 – Kreisliga A2 Enz/Murr  (1. Platz)

### Erfolge
- Meister Bezirksliga Stuttgart 1947.
- Aufstieg in die 2. Amateurliga 1950/51
- Meister Kreisklasse A 1964.
- Meister der 2. Amateurliga Württemberg 1974.
- Gründungsmitglied der Verbandsliga Württemberg 1978
- Meister Landesliga Württemberg Staffel 1 1987, 1998, 2000
- Bezirkspokalsieger 1952.
- WFV-Pokal Halbfinale 1989, 1997

### Bekannte ehemalige Spieler
- Hans Krauß, Ex-Profi VfB Stuttgart
- Rainer Widmayer, aktueller Co-Trainer VfL Wolfsburg, ehemals Co-Trainer VfB Stuttgart, ehemals Co-Trainer bei TSG 1899 Hoffenheim, Hertha BSC, FC St. Gallen und Grasshopper Club Zürich sowie ehemaliger Spieler u. a. beim SSV Ulm
- Robert Redl, Ex-Profi Stuttgarter Kickers
- Horst Haug, Ex-Profi VfB Stuttgart, Stuttgarter Kickers
- Thomas Siegmund, Ex-Profi SC Freiburg, Stuttgarter Kickers
- Hans-Martin Leili, Ex-Profi Stuttgarter Kickers
- Holger Gresens, Ex-Profi Alemannia Aachen
- Uwe Diether, Ex-Profi 1. FSV Mainz 05
- Kurt Kremm, Ex-Profi FC Bayern München
- Alexander Contala, Ex-Profi 1. FC Nürnberg
- Holger Wohland, Ex-Profi SpVgg Greuther Fürth
- Michael Schürg, Spieler bei FC Nöttingen, ehemals Wormatia Worms, SV Darmstadt 98, SSV Ulm, Stuttgarter Kickers, spielte in seiner Jugend für die SVR
- Joachim Kehl, Ex-Profi Stuttgarter Kickers
- Martin Hägele, Ex-Profi FC Basel
- Ewald Schmid, Ex-Profi Würzburger Kickers, VfL Osnabrück

### Bekannte ehemalige Trainer
- Hans Eberle, sechsfacher B-Nationalspieler und Olympiateilnehmer 1952 in Helsinki
- Detlef Olaidotter, Ex-Profi Stuttgarter Kickers, SV Waldhof Mannheim, VfL Osnabrück
- Rainer Philipp, als Trainer insgesamt viermal Deutscher A-Jugend-Meister mit dem VfB Stuttgart und den Stuttgarter Kickers[6]
- Frank Elser, Ex-Profi Stuttgarter Kickers, VfB Stuttgart, SSV Ulm
- Bernd Hoffmann, Ex-Profi MSV Duisburg, Karlsruher SC, Stuttgarter Kickers
- Herbert Dienelt, Ex-Profi Stuttgarter Kickers
- Peter Ohligschläger, ehemals Co-Trainer VfB Stuttgart
- Wolfgang Krenn, Ex-Profi VfB Eppingen

## Sportanlagen
Heute trägt die Fußballabteilung der Sportvereinigung Renningen ihre Heimspiele im SVR-Stadion aus. Das Stadion hat ein Fassungsvermögen von ca. 3000 Zuschauern. Neben dem Stadion gibt es im Sportpark Renningen noch das Rankbachstadion mit einem Fassungsvermögen von ca. 5000 Zuschauern. Dieses Stadion wird zum Großteil als Spielstätte der Jugend sowie von der Leichtathletikabteilung benutzt. Neben diesen beiden Hauptspielfeldern gibt es außerdem noch zwei Kunstrasenspielfelder sowie mehrere Trainingsfelder.
Die Handballabteilung bestreitet ihre Heimspiele vornehmlich in der 1978 erbauten Rankbachhalle, einer Mehrzweckhalle. Zudem wird die 1988 in Betrieb genommene Stadionhalle, im Volksmund auch „Glaspalast“ genannt, vor allem für den Trainingsbetrieb genutzt. Beide Hallen befinden sich ebenfalls im Sportpark Renningen.

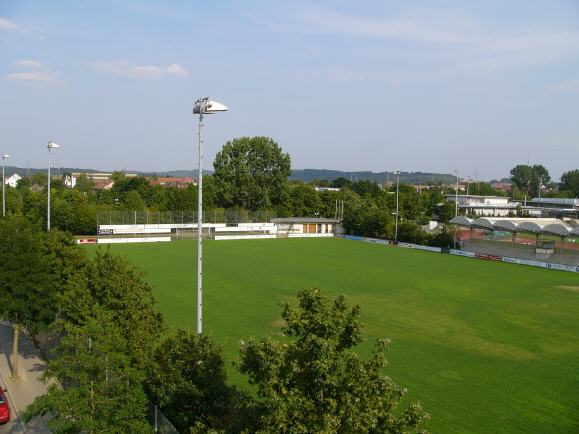
SVR-Stadion
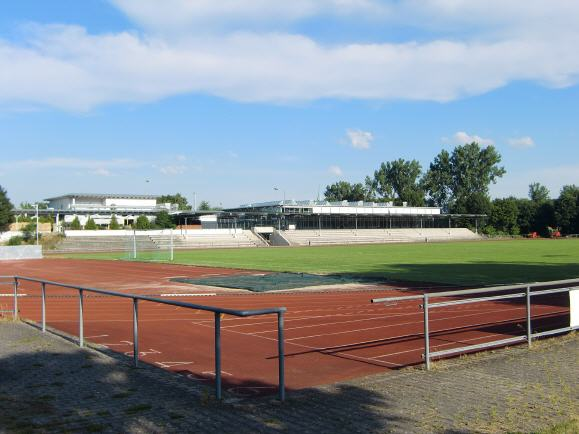
Rankbachstadion
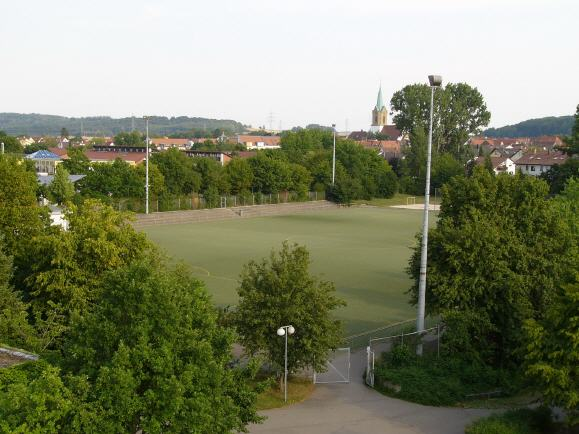
Kunstrasenspielfeld

## Ehemaliges Stadion an der Jahnstrasse
Bis ins Jahr 1992 war das im Renninger Ortskern gelegene Stadion an der Jahnstraße die Spielstätte der SVR. Mit einem 1:0 gegen den SGV Freiberg am 28. Mai 1992 wurde dieses Kapitel geschlossen. Das Stadion genoss aufgrund der hitzigen Atmosphäre einen „gefürchteten“ Ruf in ganz Fußball-Württemberg, Spiele im vierstelligen Zuschauerbereich waren in den 1970er/80er-Jahren an der Tagesordnung. Der Zuschauerrekord für ein SVR-Spiel steht seit dem 21. Oktober 1990, als 3.837 zahlende Besucher die Verbandsliga-Partie gegen die TSF Ditzingen sehen wollten. An der Stelle des ehemaligen Stadions ist heute ein Wohngebiet. Die Adresse „Am alten Sportplatz“ soll dabei an die Lage des ehemaligen Stadions erinnern.